# Glempang
Glempang este un sat din Indonezia. Are o populație de 4.965 locuitori.